# Sam na sam
Sam na sam è il terzo album di studio della cantante pop rock ceca Ewa Farna. Il CD ha venduto circa 1 800 copie in Polonia rivelandosi un fallimento commerciale. È praticamente la versione in lingua polacca dell'album di debutto della cantante, Měls mě vůbec rád.

## Tracce
1. Razem sam na sam
2. Tam gdzie nie ma dróg
3. Kotka na gorącym dachu
4. Bez ciebie
5. Chwytaj dzień
6. Zamknij oczy
7. Zamek ze szkła
8. L.A.L.K.A.
9. Nie chcę się bać
10. Ja chcę spać
11. Tam gdzie ty

## Classifiche
| Classifica (2007)   | Posizione massima |
| ------------------- | ----------------- |
| Polish Albums Chart | 70                |